# Kryspinów

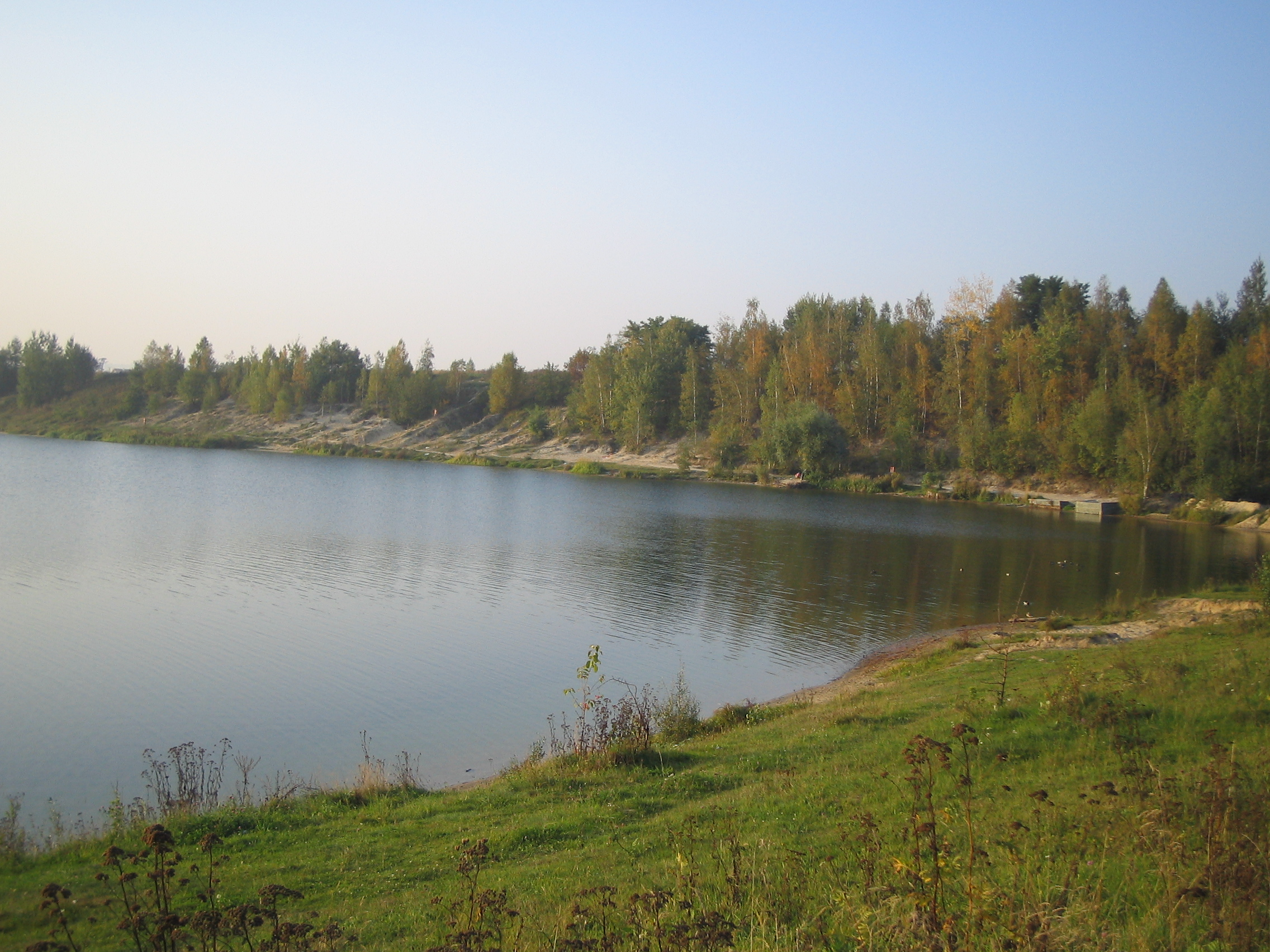
Het meer van Kryspinów

Kryspinów is een plaats in het Poolse district Krakowski, woiwodschap Klein-Polen. De plaats maakt deel uit van de gemeente Liszki en telt 1360 inwoners.